# Adamantium
Adamantium je fiktivní kov z komiksového multivesmíru Marvelu. Adamantium se nejvíce proslavilo jako kov, který vyztužuje kostru Wolverina, jednoho z X-Menů. Odolnost adamantia postačuje i na přímý úder jadernou zbraní, avšak některé postavy byly schopny ho zničit nebo poškodit (např. Thor nebo Hulk). Adamantium je patrně feromagnetické – silně reaguje na magnetismus. 

## Typy adamantia
1. Protoadamantium – V komiksech je to materiál, ze kterého je vyroben štít Kapitána Ameriky[1]. Bylo vyvinuto omylem, když se smíchalo vibranium s ocelí a jiným záhadným kovem a nikdy se nepovedlo jej vyrobit znovu. Je nejodolnější ze všech typů adamantia.
2. Pravé adamantium – Vyrábí se smícháním několika chemikálií: přesný recept je tajemstvím vlády Spojených států amerických. Po smíchání je možné ho tvarovat zhruba 8 minut, pokud teplota směsi zůstává kolem 815 stupňů Celsia. Poté ztuhne a jeho extrémně stabilní molekulární struktura zabraňuje ve změně jeho tvaru, i pokud se opět zahřeje nad teplotu tání. Bylo vyrobeno v rámci výzkumu štítu Kapitána Ameriky.
3. Beta adamantium – Vzniká kontaktem pravého adamantia s DNA postavy s vysokou regenerací (např. Wolverine nebo X-23). Je o něco slabší než pravé adamantium, ale umí se obnovovat.
4. Druhotné adamantium – Je to označení všech typů adamantia, kdy bylo složení nebo proces pozměněn (hlavně kvůli ceně a materiálům) na úkor odolnosti (i tak ale zůstává velmi odolné).

## Adamantium jako klíčová složka

### V komiksech
- Gambitova teleskopická hůl (pravé adamantium)
- Ultronovo tělo (pravé adamantium)
- Wolverinova kostra a drápy (beta adamantium)
- drápy X-23 (beta adamantium)
- brnění padoucha Modoka (pravé adamantium)
- hůl a některé další předměty Moonknighta (pravé adamantium)
- agenti S.H.I.E.L.D. někdy používají adamantiové projektily (pravé adamantium)
- chvíli i jako materiál, ze kterého byla vyrobena chapadla dr. Octopuse (druhotné adamantium)
- Bladeův meč ( pravé adamantium)
- štít Kapitána Ameriky (protoadamantium)

### Ve hrách
- Adamantiový skelet (jako perk) hlavního hrdiny počítačové herní série Fallout, zejména dílů Fallout 3 a Fallout: New Vegas
- Předmět v počítačové MMORPG hře NosTale
- Materiál pro výrobu v počítačové hře RuneScape.
- Jeskynní materiál v počítačové hře Terraria

### Ve filmech
Práva na X-Meny a adamantium mělo do roku 2019 studio 20th Century Fox. Proto byl v této filmové sérii např. štít Kapitána Ameriky z vibrania. Nyní[kdy?] se avšak dostalo do MCU ve filmu Deadpool a Wolverine.[zdroj?]
- Wolverinova kostra a drápy (beta adamantium)
- drápy X-23 (beta adamantium)
- projektily vyrobené projektem X